# 波恩大全

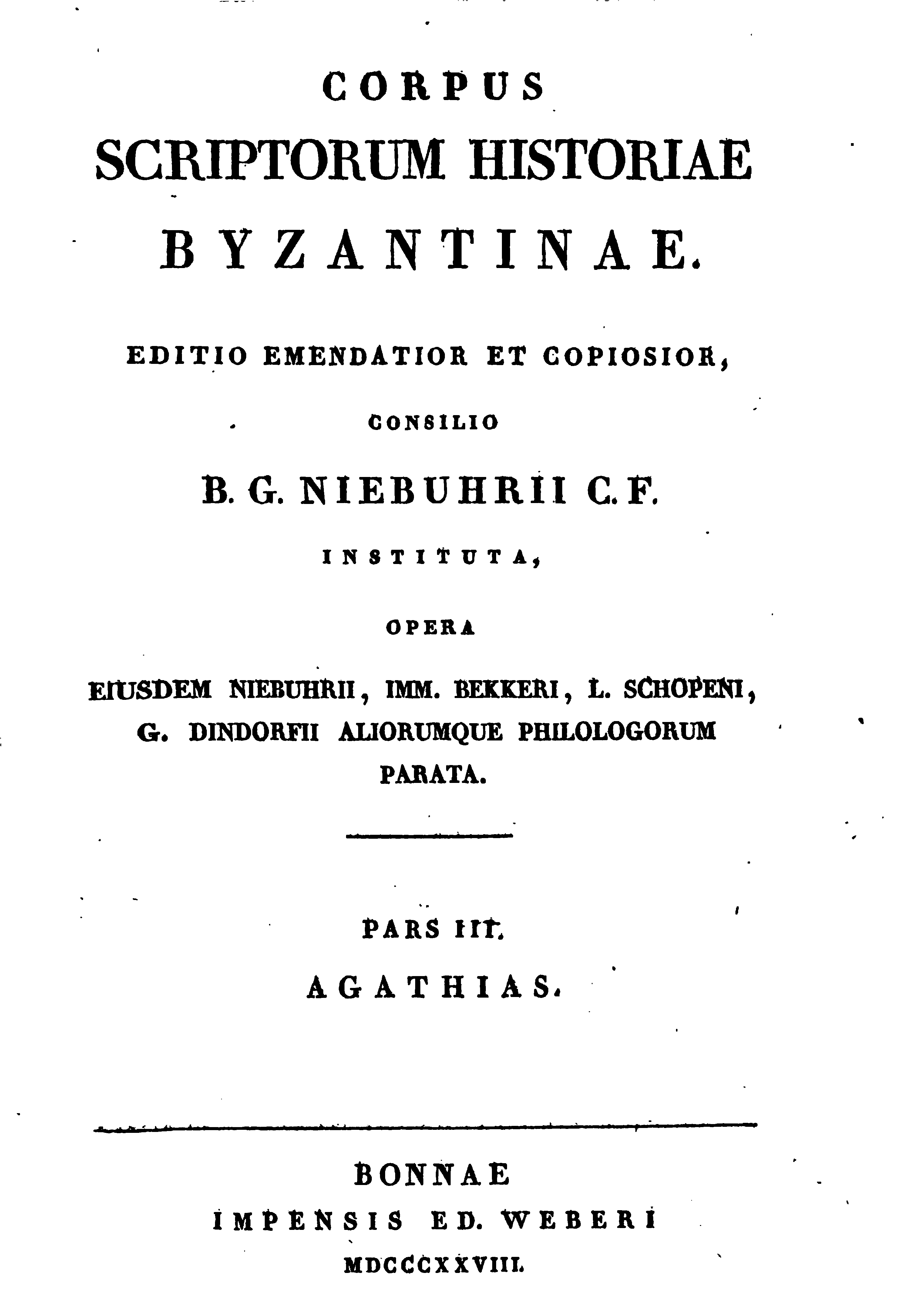
《波恩大全》

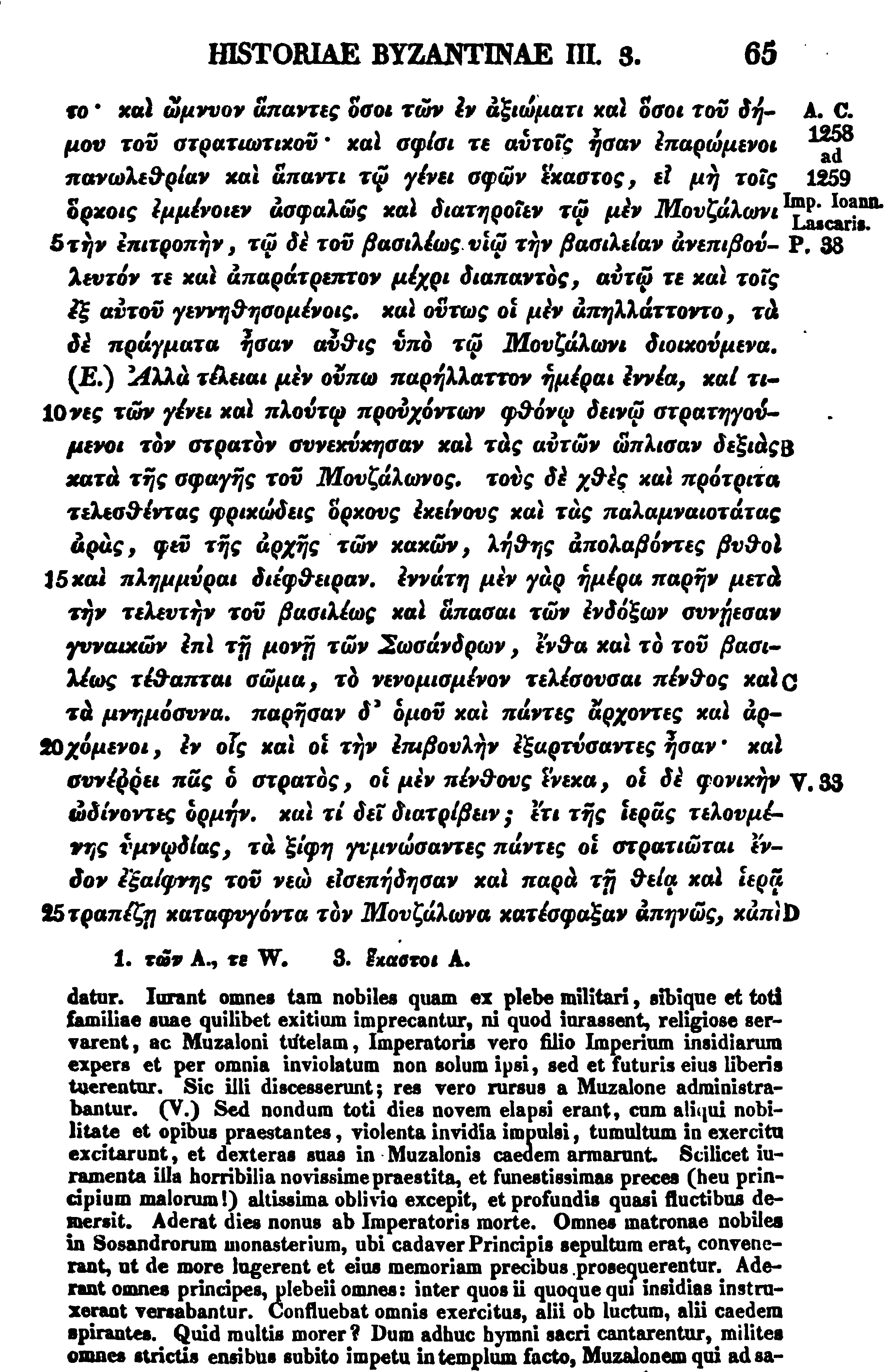
大全中的文本示例（尼基弗鲁斯·格雷戈拉斯的作品），上为希腊文校本，下为拉丁文翻译

《拜占庭历史文献大全》（拉丁语：Corpus Scriptorum Historiae Byzantinae，CSHB），或称《波恩大全》是一部重要的拜占庭史一次文献集，共有50卷，1828-1897年在德国波恩陆续出版。其中的每一卷都包含拜占庭历史文本的希腊文批评版本，并有相应的拉丁文翻译。这一项目由德国历史学家巴特霍尔德·格奥尔格·尼布尔倡导，旨在修订并拓展原有的《拜占庭历史大全》（Corpus Byzantinae Historiae）或称《巴黎大全》；后者共有24卷，1648-1711年间由在耶稣会学者菲利普·拉贝等人的直接指导下在巴黎出版。这一新系列最初以波恩大学为出版基地，但1831年尼布尔去世后，这一项目由他在普鲁士科学院的合作者奥古斯特·伊曼努尔·贝克尔接手。
这一系列的第一卷因其对待文本细节“细致入微、小心注意”的态度而收获了赞美，但后期由贝克尔主持的部分因众多的印刷错误、粗枝大叶的判断、普遍的不可靠而身名狼藉。鉴于这些缺点，国际拜占庭学研究会（AIEB）于1966年开始了《拜占庭史料大全》（拉丁语：Corpus Fontium Historiae Byzantinae）的编撰工作，以重新编辑许多以包含在波恩大全中的文本。

## 各卷内容
- 1：Agathias（阿加西阿斯（英语：Agathias）），由尼布尔编辑（波恩，1828）
- 2：Anna Comnena（安娜·科穆宁娜）第一部分，由朔彭（英语：Ludwig Schopen）编辑（波恩，1839）
- 3：Anna Comnena 第二部分，由赖弗沙伊德（英语：August Reifferscheid）编辑（波恩， 1878）
- 4：Michael Attaliota（米海尔·阿塔雷阿特斯（英语：Michael Attaleiates）），由贝克尔（英语：August Immanuel Bekker）编辑（波恩，1853）
- 5：Ioannes Cantacuzenus（约翰六世）第一部分，由朔彭编辑（波恩，1828）
- 6：Ioannes Cantacuzenus 第二部分，由朔彭编辑（波恩，1831）
- 7：Ioannes Cantacuzenus 第三部分，由朔彭编辑（波恩，1832）
- 8：Georgius Cedrenus（乔治·克德瑞诺斯（英语：George Kedrenos））第一部分，由贝克尔编辑（波恩，1838）
- 9：Georgius Cedrenus 第二部分，由贝克尔编辑（波恩， 1839）
- 10：Laonicus Chalcondyles（劳尼科斯·卡尔科克迪莱斯（英语：Laonikos Chalkokondyles）），由贝克尔编辑（波恩，1843）
- 11：Chronicon Paschale（《复活节编年史》）第一部分，由L·丁多夫（德语：Ludwig Dindorf）编辑（波恩，1832）
- 12：Chronicon Paschale 第二部分，由L·丁多夫编辑（波恩，1832）
- 13：Ioannes Cinnamus,Nicephorus Bryennius（约翰·金纳莫斯与小尼基弗鲁斯·布林尼乌斯），由梅内克（英语：August Meineke）编辑（波恩，1836）
- 14：Codinus Curopalates（乔治·科迪诺斯（英语：George Kodinos）），由贝克尔编辑 （波恩，1839）
- 15：Georgius Codinus[註 1]，由贝克尔编辑 （波恩，1843）
- 16：Constantine Porphyrogenitus（君士坦丁七世）第一部分，由赖斯克（英语：Johann Jakob Reiske）编辑（波恩，1829）
- 17：Constantine Porphyrogenitus 第二部分，由赖斯克编辑（波恩，1830）
- 18：Constantine Porphyrogenitus 第三部分; Hierocles（希罗克利斯（英语：Hierocles_(author_of_Synecdemus)）），由贝克尔编辑（波恩，1840）
- 19：Dexippus, Eunapius, Petrus Patricius,  etc.（德克西普斯（英语：Dexippus）、欧纳庇乌斯（英语：Eunapius）、“贵族”彼得（英语：Peter the Patrician）等），由贝克尔与尼布尔编辑（波恩，1829）
- 20：Ducas（杜卡斯（英语：Doukas (historian)）），由贝克尔编辑（波恩，1834）
- 21：Ephraemius（安条克的以法莲（英语：Ephraim of Antioch）），由贝克尔编辑（波恩，1840）
- 22：Georgius Syncellus, Nicephorus Cp（“绪恩克洛斯”乔治（英语：George Syncellus）与牧首尼基弗鲁斯一世）第一部分，由L·丁多夫编辑（波恩， 1829）
- 23：Georgius Syncellus， Nicephorus Cp第二部分，由L·丁多夫编辑（波恩，1829）
- 24：Michael Glycas（米海尔·格吕卡斯（英语：Michael Glykas）），由贝克尔编辑（波恩，1836）
- 25：Nicephorus Gregoras（尼基弗鲁斯·格雷戈拉斯（英语：Nicephorus Gregoras））第一部分，由朔彭编辑（波恩，1829）
- 26：Nicephorus Gregoras 第二部分，由朔彭编辑（波恩，1830）
- 27：Nicephorus Gregoras 第三部分，由贝克尔编辑（波恩，1855）
- 28：Historia Politica et Patriarchica Constantinopoleos; Epirotica（《政治史》、《君士坦丁堡牧首史》、《伊庇鲁斯史》），由贝克尔编辑（波恩，1849）
- 29：Ioannes Lydus（吕底亚人约翰（英语：John the Lydian）），由贝克尔编辑（波恩， 1837）
- 30：Leo Diaconus, etc.（“助祭”利奥（英语：Leo the Deacon）等），由哈斯（英语：Carl Benedict Hase）编辑（波恩，1828）
- 31：Leo Grammaticus, Eustathius（“书记”西蒙（英语：Symeon Logothete）[註 2]、帖撒罗尼迦的欧斯塔提乌斯（英语：Eustathius of Thessalonica）），由贝克尔编辑（波恩，1842）
- 32：Ioannes Malalas（约翰·马拉拉斯（英语：John Malalas）），由L·丁多夫编辑（波恩，1831）
- 33：Constantinus Manasses, Ioel, Georgius Acropolita（君士坦丁·马纳塞斯（英语：Constantine Manasses）、约尔、乔治·阿克罗波利特斯（英语：George Akropolites）），由贝克尔编辑（波恩，1837）
- 34：Merobaudes, Corippus（梅罗鲍德斯（英语：Merobaudes (poet)）、科里普斯（英语：Corippus）），由贝克尔编辑（波恩，1836）
- 35：Nicetas Choniates（尼基塔斯·霍尼亚提斯），由贝克尔编辑（波恩，1835）
- 36：Georgius Pachymeres（乔治·帕希梅莱斯（英语：George Pachymeres））第一部分，由贝克尔编辑（波恩，1835）
- 37：Georgius Pachymeres第二部分，由贝克尔编辑（波恩，1835）
- 38： Paulus Silentiarius, George Pisida，Nicephorus Cpolitanus（示默者保罗、皮西迪亚的乔治（英语：George of Pisidia）、牧首尼基弗鲁斯一世），由贝克尔编辑（波恩，1837）
- 39：Georgius Phrantzes, Ioannes Cananus, Ioannes Anagnostes（乔治·斯弗兰齐斯、约翰·卡纳努斯（英语：John Cananus）、约翰·阿纳格诺斯特斯（英语：John Anagnostes）），由贝克尔编辑（波恩，1828）
- 40：Procopius（普罗柯比）第一部分，由K·丁多夫（英语：Karl Wilhelm Dindorf）编辑（波恩，1833）
- 41：Procopius 第二部分，由K·丁多夫编辑（波恩，1833）
- 42：Procopius 第三部分，由K·丁多夫编辑（波恩，1838）
- 43：Theophanes Confessor（宣信者狄奧法內斯）第一部分，由克拉森（英语：Johannes Classen）编辑（波恩，1839）
- 44：Theophanes Confessor 第二部分，由克拉森编辑; Anastasius（图书管理员阿纳斯塔修斯），由贝克尔编辑（波恩，1841）
- 45：Theophanes Continuatus, Ioannes Cameniata, Symeon Magister, Georgius Monachus（狄奥法内斯编年史续编（英语：Theophanes Continuatus）、约翰·卡米尼阿特斯（英语：John Kaminiates）、直译者西蒙（英语：Symeon the Metaphrast）、“罪人”乔治（英语：George Hamartolos）），由贝克尔编辑（波恩，1838）
- 46：Theophylactus Simocatta（狄奥菲拉克特·西莫卡塔），由贝克尔编辑（波恩，1834）
- 47：Ioannes Zonaras（约翰·佐纳拉斯）第一部分，由品德（德语：Moritz Pinder）编辑（波恩，1841）
- 48：Ioannes Zonaras第二部分，由品德编辑（波恩，1844）
- 49：Ioannes Zonaras第三部分，由布特纳-沃布斯特（德语：Theodor Büttner-Wobst）编辑（波恩，1897）
- 50：Zosimus（佐西姆斯），由贝克尔编辑（波恩，1837）

## 延伸阅读
- Irmscher, Johannes.  (PDF). Cretica Chronica. 1953, 7: 360–383. hdl:11615/10833 . （原始内容 (PDF)存档于2015-01-03） （德语）.
- Reinsch, Dietrich R. . Stephenson, Paul  (编). . New York: Routledge. 2010: 435–445  [2022-07-01]. ISBN 9781136727870. （原始内容存档于2022-06-29）.